# Macrochenus semijunctus
Macrochenus semijunctus là một loài bọ cánh cứng trong họ Cerambycidae.